# Theme from Shaft
Theme from Shaft (auch Shaft-Theme) ist ein Instrumental von Isaac Hayes aus dem Jahr 1971, das von ihm geschrieben und produziert wurde. Es ist ein Soundtrack zum Kinofilm Shaft und ist deshalb auch auf dem gleichnamigen Soundtrackalbum enthalten.

## Geschichte
Im Jahr 2000 bei einem Interview mit dem National Public Radio sagte Hayes, dass er zugestimmt habe, Shaft zu schreiben und zu komponieren wenn der Produzent des Filmes Joel Freeman ihm ein Vorsprechen für die Hauptrolle verschaffe. Hayes bekam zwar nie eine Chance, beim Vorsprechen teilzunehmen, aber lieferte trotzdem den Soundtrack. Regisseur Gordon Parks stellte an Hayes zum Soundtrack die Anforderung, dass er auf den Protagonisten John Shaft (die Zeile „Who’s the black private dick, that’s a sex machine to all the chicks?“ deutsch: Wer ist der schwarze Privatdetektiv und die Sexmaschine für alle Weiber?) zugeschnitten ist. Hayes nahm erst den instrumentellen Part auf und sang kurz vorm Ende mit den Backgroundsängerinnen die reduzierten Textpassagen.
Das Lied beginnt mit einem in Sechzehntelnote gespielten Hi-Hat-Solo, das Willie Hall, der auch für den Break in Otis Reddings Try a Little Tenderness verantwortlich ist, spielte. Danach folgte das von Charles Pitts gespielte Gitarrensolo, in dem der Dämpfer-Effekt nach Art des Funks in den 1970er Jahren inbegriffen ist; der ursprünglich für einen anderen Song gedacht war. Den Synthesizer spielte Hayes selbst. Das Arrangement stammt von Hayes und Johnny Allen.
Die stark reduzierten Textzeilen definieren John Shafts Coolness, Mut und Sexappeal. Sie werden von Isaac Hayes gesungen, dabei sind zwischendurch die Backgroundsängerinnen zuhören.
Das Lied war für seine Zeit sehr gewagt und wurde zum ersten Song in den Billboard Hot 100, das ein Schimpfwort enthielt. Daher zensierte man 1991 bei der Fox Broadcasting Company in der Simpsons-Episode Die 24-Stunden Frist die Szene in der Bart und Lisa den Song singen.
Ursprünglich war die Veröffentlichung des Shaft Themes nicht geplant, bis der Erfolg des Filmes das änderte und man es daher damals oft in Nachtclubs hörte. Der Song nahm in den 1970er Jahren stark Einfluss auf die Disco- und Soul-Musik. Die Veröffentlichung war am 30. September 1971.
Bei der Oscarverleihung 1972 gewann das Shaft Theme in der Kategorie Bester Song, dabei trug Hayes statt seines Markenzeichens, dem Kettenhemd, einen Smoking. Er widmete die Auszeichnung seiner Großmutter Rushia Wade, die ihn zur Bühne begleitete, um die Auszeichnung anzunehmen.
Später im selben Jahr spielte Hayes das Shaft Theme live im Musikfestival Wattstax. Mel Stuart drehte den Dokumentarfilm zum Konzert, in dem der Auftritt von Hayes zensiert werden musste, aufgrund von Differenzen mit Metro-Goldwyn-Mayer (die den Film Shaft herausbrachten) und weil man bis 1976 den Soundtrack nicht in anderen Filmen verwenden durfte. 2003 remasterte man die Dokumentation und fügte Hayes’ Auftritt hinzu.

## Coverversionen
- 1971: The Ventures
- 1971: Lloyd Charmers
- 1972: Maynard Ferguson
- 1972: Henry Mancini
- 1972: Sammy Davis, Jr. (John Shaft)
- 1972: Ray Conniff
- 1972: Byron Lee & The Dragonaires
- 1973: Monty Alexander
- 1974: Derrick Harriott & The Chosen Few
- 1979: Love Unlimited Orchestra
- 1988: Cabaret Voltaire
- 1988: The Bar-Kays
- 1992: Dread Zeppelin
- 1992: The Wedding Present
- 2007: The Ukulele Orchestra of Great Britain